# 克拉夫頓 (加利福尼亞州)
克拉夫頓（英語：Crafton）是位於美國加利福尼亞州聖貝納迪諾縣的一個非建制地區。該地的面積和人口皆未知。

## 地理
克拉夫頓的座標為34°03′19″N 117°07′17″W / 34.05528°N 117.12139°W，而該地的平均海拔高度為535米（即1755英尺）。